# Glaucina obscura
Glaucina obscura là một loài bướm đêm trong họ Geometridae.